# Umberto I al Italiei
Umberto I de Savoia (n. 14 martie 1844, Torino, Regatul Sardiniei – d. 29 iulie 1900, Monza, Regatul Italiei), fiu al lui Vittorio Emanuele II de Savoia și al Mariei Adelaide de Ranieri, a fost rege al Italiei din 1878 până în 1900. Numele său complet este Umberto Rainerio Carlo Emanuele Giovanni Maria Ferdinando Eugenio, Principe de Piemont.

## Viață
A avut încă din copilărie o educație preponderent militară, care i-a format caracterul și ideile pe care le-a susținut în timpul domniei.

A luat parte la al treilea război de independență italiană în fruntea celei de a XVI-a Divizii. Cu acest rol a participat la înfruntarea de la Villafranca (24 iunie 1866) în cadrul înfrângerii forțelor italiene în Bătălia de la Custoza.
Umberto I a fost un aprig susținător al Triplei Alianțe, mai ales după ocuparea franceză a Tunisiei în 1881, unde Italia avansa pretenții, și al guvernului lui Francesco Crispi în proiectul său de întărire a statului în interior (în această perioadă se definește figura președintelui consiliului (1890) și a expansiunii coloniale și de putere internațională externă.
În ideea de a obține vizibilitate și importanță internațională, a sprijinit lansarea colonială în Africa cu ocuparea Eritreei (1885-1896) și a Somaliei (1889-1905).

## Familie
S-a căsătorit cu verișoara sa, Margareta de Savoia. Cuplul a produs un singur fiu, baiat, care va moșteni tronul tatălui său, Victor Emmanuel al III-lea. Mariajul, în ceea ce privește sentimentele proprii, nu a fost un succes. Umberto avea deja o iubită, pe Eugenia Attendolo Bolognini, care va deveni domnișoara de onoare a Margaretei, însă relația a durat doar 2 ani. Cu toate acestea, Margareta și Umberto, nu și-au făcut niciodată cunoscută publicului despărțirea lor personală, iar relația lor a fost în alte aspecte destul de amabilă: Margareta și Umberto au lucrat împreună armonios drept colegi, Umberto chiar bazându-se pe ea din punct de vedere politic.
Pe parcursul căsătoriei, Umberto a mai avut numeroase amante, printre care se numără și Vincenza Publicola-Santacroce, contesă de Santa.